# Кару, Эркки
Эркки Кару (фин. Erkki Karu; 10 апреля 1887, Гельсингфорс, Великое княжество Финляндское — 8 декабря 1935, Хельсинки, Финляндия) — один из основателей национального кинематографа Финляндии, кинорежиссёр и продюсер.

## Биография
Эркки Кару родился в 1887 году в Хельсинки. Творческую карьеру начал актёром в театре в 1907 году. В середине 1910-х годов заинтересовался кинематографом. Кару пробовал себя в кино как режиссёр, сценарист, продюсер, редактор; выпустил несколько комедийных короткометражных фильмов.
В 1919 году Кару основал кинопроизводственную компанию Suomi-Filmi, которая к концу 1920-х годов выросла в крупнейшее предприятие в отрасли в Финляндии. Кару не только работал в качестве генерального директора, но и ведущим режиссёром на протяжении всего сотрудничества с компанией. Работу над своим полнометражным дебютом (адаптацией литературного произведения финского писателя Вяйнё Катая) режиссёр начал в 1922 году и выпустил его в первый день нового 1923 года. Фильм имел успех, как и следующая работа Кару — экранизация пьесы Алексиса Киви «Сапожники Нумми» (фин. Nummisuutarit). Из-за популярности и художественных достоинств этих работ, 1923 год был назван вершиной режиссёрской карьеры Кару. До конца десятилетия и в начале 1930-х годов Кару продолжал производить популярные фильмы.
Suomi-Filmi столкнулась с финансовыми трудностями после глобальной депрессии, последовавшей за биржевым крахом 1929 года. Со стороны остальных акционеров компании Кару был обвинён в финансовой безответственности, и в 1933 году ему пришлось уйти в отставку из компании, которую он основал. Спустя месяц Эркки Кару создал новую компанию — Suomen Filmiteollisuus. Там он снял только два фильма, ни один из которых не был успешным. Эркки Кару скоропостижно скончался 8 декабря 1935 года.

## Фильмография
- Ylioppilas Pöllövaaran kihlaus (1920)
- Sotagulashi Kaiun häiritty kesäloma (1920)
- Se parhaiten nauraa joka viimeksi nauraa (1921)
- Финляндия (1922)
- Koskenlaskijan morsian (1923)
- Сапожники Нумми (1923)
- Когда у папы болит зуб (1923)
- Рыбак из Мирскилуото (1924)
- Летняя сказка (1925)
- Ропот беженцев (1927)
- Поэт перемен (1927)
- Молодой лётчик (1928)
- Наш сын (1929)
- Tukkipojan morsian (1931)
- Наш сын в море (1933)
- Voi meitä! Anoppi tulee! (1933)
- Ne 45000 (1933)
- Наш сын в воздухе — мы на земле (1934)
- Козёл отпущения (1935)
- Roinilan talossa (1935)